# Kompaniïvka
Kompaniïvka (ukrainien : Компаніївка, russe : Компанеевка, Kompaneïevka) est une commune urbaine de l'oblast de Kirovohrad, en Ukraine. Elle compte 4 365 habitants en 2021.